# Gastrophryne elegans
Espèce
Synonymes
- Engystoma elegans Boulenger, 1882

Statut de conservation UICN

 LC  : Préoccupation mineure
Gastrophryne elegans est une espèce d'amphibiens de la famille des Microhylidae.

## Répartition
Cette espèce se rencontre au Belize, au Guatemala, au Honduras et dans le sud du Mexique. Elle est présente du niveau de la mer jusqu'à 350 m d'altitude,.

## Description
Gastrophryne elegans mesure de 21 à 26 mm pour les mâles et de 26 à 29 mm pour les femelles. Son dos est brunâtre avec des marbrures sombres et irrégulières. Son ventre, brun foncé ou noirâtre, est taché de blanc.

## Publication originale
- Boulenger, 1882 : Catalogue of the Batrachia Salientia s. Ecaudata in the collection of the British Museum, ed. 2, p. 1-503 (texte intégral).